# Dokkumer Nieuwe Zijlen
Dokkumer Nieuwe Zijlen (Fries, officieel: Dokkumer Nije Silen) is een buurtschap in de gemeente Noardeast-Fryslân, in de Nederlandse provincie Friesland. De buurtschap ligt ten noordoosten van Kollum, ten noordwesten van Kollumerpomp en ten zuidoosten van Engwierum. De buurtschap ligt bij de brug over het Dokkumergrootdiep, aan de Sylsterwei en de Willem Loréweg, die beide onderdeel zijn van de N358. Ten zuidoosten van de buurtschap ligt een jachthaven. Ten westen van Dokkumer Nieuwe Zijlen liggen enkele aanmeerplekken langs het Jaachpaad. 

## Geschiedenis
De buurtschap is ontstaan bij een groep sluizen en een herberg in de 18e eeuw. De Sluis Dokkumer Nieuwe Zijlen waaraan de buurtschap haar naam te danken heeft, zijn de sluizen (oud-Nederlands: zijlen) die aangelegd zijn bij het afsluiten van het Dokkumergrootdiep in 1729.

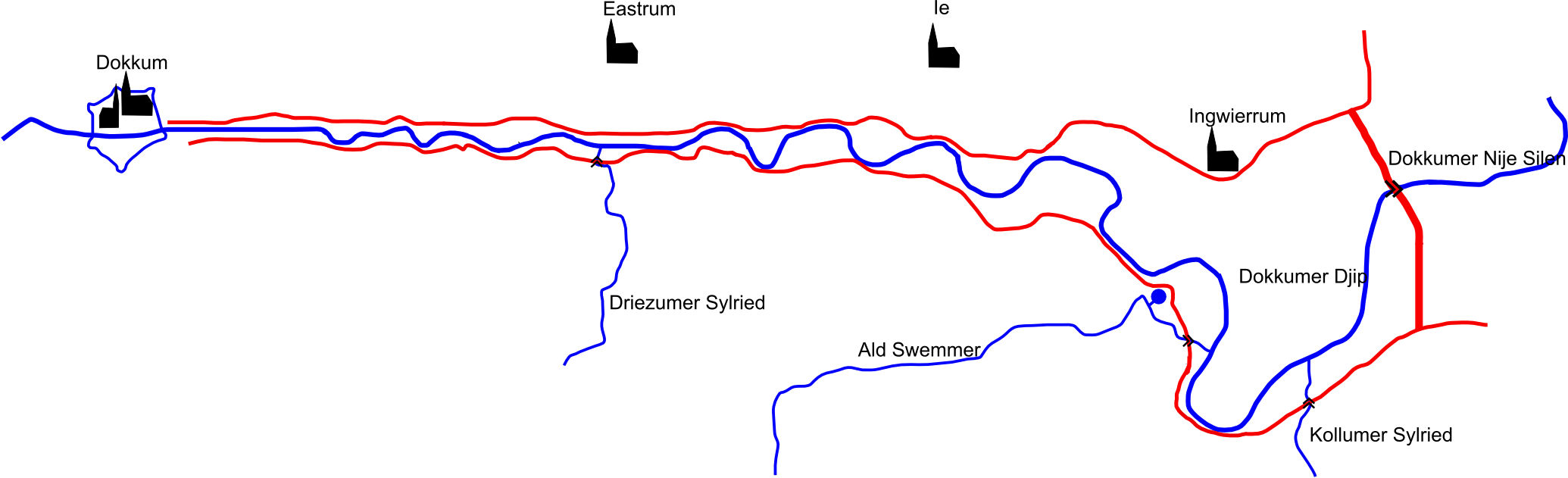
De afsluiting van het Dokkumergrootdiep in 1729.

De sluis bestaat uit drie sluiskolken. Twee daarvan konden door schepen worden gebruikt. De derde werd alleen gebruikt voor het spuien van water in de Lauwerszee. Na de afsluiting van de Lauwerszee in 1969 verloren de Dokkumer Nieuwe Zijlen hun functie als zeesluizen.
Aan de zuidkant werd de Willem Lorésluis aangelegd voor de benedenloop van het Dokkumerdiep. Al in 1729 werd er een monument geplaatst ter nagedachtenis van de aanleg van de sluizen. Het is een stenen smalle piramide met de inscriptie Ter Euwiger gedagtenis van de overdyking van t Dokkumer diep. De herberg annex restaurant dateert ook uit 1729.

## Geboren in Dokkumer Nieuwe Zijlen
- Ebbing Kiestra (1913-1999), architect
- Hans de Boer (bestuurder) (1955-2021), econoom, bestuurder en ondernemer

Steden, dorpen en gehuchten: Aalsum · Anjum · Augsbuurt · Birdaard · Blija · Bornwird · Brantgum · Burum · Dokkum · Ee · Engwierum · Ferwerd · Foudgum · Genum · Hallum · Hantum · Hantumeruitburen · Hantumhuizen · Hiaure · Hogebeintum · Holwerd · Janum · Jislum · Jouswier · Kollum · Kollumerpomp · Kollumerzwaag · Lichtaard · Lioessens · Marrum · Metslawier · Munnekezijl · Moddergat · Morra · Nes · Niawier · Oosternijkerk · Oostmahorn · Oostrum · Oudwoude · Paesens · Raard · Reitsum · Ternaard · Triemen · Veenklooster · Waaxens · Wanswerd · Warfstermolen · Westergeest · Wetsens · Wierum · Zwagerbosch

Buurtschappen: Abbewier · Bartlehiem (deels) · Beintemahuis · Betterwird · Bollingawier · Bonte Hond · Bornwirdhuizen · Boteburen · Brandeburen · De Dellen · De Keegen · De Kolk · De Leegte · De Rijp · De Wirden · De Schans · Dijkshorne · Dokkumer Nieuwe Zijlen · Drieboerehuizen · Ezumazijl · Groot Medhuizen · Halfweg · Hallumerhoek · Hanenburg · Hantumerhoek · Huis ter Noord · Kettingwier · Klein Medhuizen · Kletterbuurt · Kollumeroudzijl · Krabburen · Laagland · Lutkewier · Molenbuurt · Nieuwland · Oudeterp · Oudwouderzijlen · Reidswal · Scharnehuizen · Stiem · Teerd · Teijeburen · Tergracht (deels) · Ter Lune · Tibma · Tilburen · Tiltjeburen · Vaardeburen · Veldburen · Vijfhuizen (Hallum) · Vijfhuizen (Ternaard) · Visbuurt · Weerdeburen · Westerburen · Westernijkerk · Wie · Wijgeest · Zevenhuizen

Streken: 't Schoor · Galilea · It Paradyske · Lutkelaard · Sibrandahuis · Steenharst · Steenvak · Wildpad (deels) · Zandbulten · Zwagerveen

Friesland: Steden en dorpen      Nederland: Provincies · Gemeenten